# 高中毕业证书 (新南威尔士)
高中毕业证书（NSW HSC）是颁发给成功在澳大利亚新南威尔士州完成高中水平学习（11年级和12年级或同等学历）的中学生的证书。该证书于1967年首次实施，最近一次重大修订于2019年生效。它目前由新南威尔士州教育标准局（NESA）进行研究和管理。
在2019年修订中，数学也被加为了必修科目之一，从2026届学生开始实施。
学生可以学习众多课程，总计超过100种（包括语言）并且涉及广泛的学科领域。然而，大多数学校只为学生提供较少的课程供其选择。唯一的必修课程是英语，学生必须学习《高级英语》（English Advanced），《标准英语》（English Standard），《英语作为第二语言》（English as a Second Language或者EAL/D）或《英语生活技能》（English Life Skill） 其中之一才能获得高中毕业证书。学习《高级英语》的学生才可以选择《扩展英语一》（English Extension 1）和《扩展英语二》
从 2026届起如要取得高中毕业证书必须学习 标准数学 （Mathematics Standard），高级数学 （Mathematics Advanced），或者算术（Numeracy）之一。选择 高级数学 的学生才可以在11年级选择学习 扩展数学一 （Mathematics Extension 1），在十二年级选择 扩展数学二 （Mathematics Extension 2）.
个别学校可能会要求学生学习特定课程，比如宗教学校的《宗教研究》（Studies of Religion）或农业学校的《农业》（Agriculture）。但是，这些是学校的内部要求，是与HSC的要求分开的。
学校提供的大部分课程都包括初级（11年级 Preliminary）部分和HSC（12年级）部分。一般情况下，初级部分必须在HSC部分之前完成。此外，每门课程都拥有一至两个“单元”。每个单元每周大约包括两小时的正式教学，完成每个单元最高可以获得50分。大多数课程都有两个单元，所以学生完成课程后最高可以获得100分。学生至少必须学习十个单元，但是也可以选择学习更多的单元。如果学生选择了超过10个单元，那最终ATAR成绩会使用他们最好的两个英语单元和其他八个最好的单元来计算。每个扩展课程包含一个单元，也可以包含在学习计划之中。这意味着特定的学科领域最多可能有四个单元，例如《高级英语》（两个单元）加上《扩展英语一》和《扩展英语二》（各一个单元）。
为了有资格获得高中毕业证书，学生必须满足至少十二个初级水平单元和至少十个HSC水平单元的要求，并且还要满足如下要求：
- 至少两个英语单元；
- 至少六个单元由委员会开发的课程；
- 至少三门包含两个或更多单元的课程；
- 至少已经完成四门课程；
- 不学习超过六个单元的科学课程。